# Bachs
Bachs est une commune suisse du canton de Zurich.

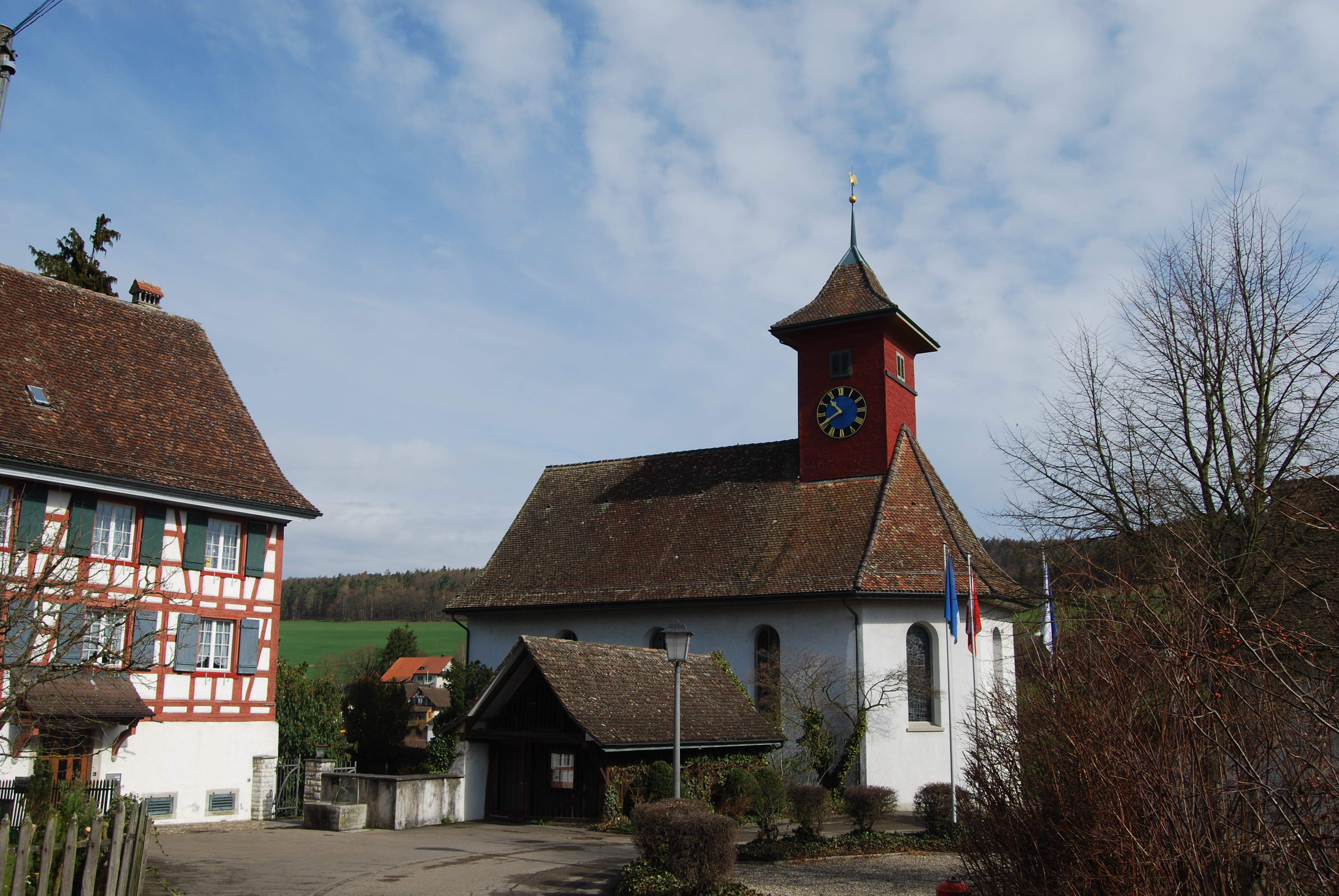
Bachs.

Photo aérienne (1950).

## Histoire
Bachs faisait partie du bailliage de Regensberg.